# Guennadi Borisov
| Nombre              | Tipo                      |
| ------------------- | ------------------------- |
| C/2013 N4 (Borisov) | Periodo largo             |
| C/2013 V2 (Borisov) | Hiperbólico               |
| C/2014 R1 (Borisov) | Cuasi-parabólico          |
| C/2014 Q3 (Borisov) | Tipo Halley               |
| C/2015 D4 (Borisov) | Periodo largo             |
| C/2016 R3 (Borisov) | Periodo largo             |
| C/2017 E1 (Borisov) | Hiperbólico               |
| 2I/Borisov          | Hiperbólico, interestelar |
| C/2019 V1 (Borisov) | Cuasi-parabólico          |

Guennadi Vladímirovich Borisov (en ruso: Генна́дий Влади́мирович Бори́сов; 26 de febrero de 1962) es un fabricante de telescopios y astrónomo aficionado crimeo, descubridor del primer cometa interestelar, 2I/Borisov.

## Trabajo
Borisov trabaja como ingeniero en el Centro Astronómico de Crimea, dependiente del Instituto Astronómico Estatal Shtérnberg de la Universidad Estatal de Moscú. En este centro se encarga del mantenimiento de los telescopios, no de realizar observaciones. También trabaja para el Centro Astronómico de Naúchni (Astronomicheski Nauchni Tsentr), creando telescopios experimentales en colaboración con la Roscosmos.
En su tiempo libre Borisov se dedica a realizar observaciones astronómicas desde su observatorio personal MARGO ubicado en Naúchni, al sur de la península de Crimea. Este observatorio tiene por código L51. Entre 2013 y 2019 ha descubierto nueve cometas y varios objetos próximos a la Tierra como 2013 TV135, utilizando telescopios diseñados y construidos por él mismo: dos telescopios de 0,192 m (f/1,54) GENON (2 cometas), dos de 0,300 m (f/1,5) GENON Max (5 cometas) y uno de 0,65 m (2 cometas, incluido 2I/Borisov). 

## Premios
En 2013 Borisov recibió dos premios Edgar Wilson por el descubrimiento de C/2013 N4 y C/2013 V2. Estos premios son otorgados anualmente por el Observatorio Astrofísico Smithsoniano y la Unión Astronómica Internacional a aquellos astrónomos aficionados descubridores de cometas.

## Descubrimiento de 2I/Borisov
A comienzos de 2019 Borisov terminó de construir su nuevo telescopio de 0,65 metros. El 30 de agosto de 2019, utilizando este telescopio, descubrió el primer cometa interestelar y segundo objeto interestelar observado hasta el momento (el primero fue 1I/ʻOumuamua). Este objeto fue por tanto bautizado 2I/Borisov.
Así fue como Borisov describió su descubrimiento:
"Lo observé el 29 de agosto, hora local, pero era el 30 de agosto según la hora del meridiano de Greenwich. Vi un objeto moverse muy cercano al borde del encuadre. Se movía en una dirección ligeramente diferente a los objetos del cinturón de asteroides. Medí sus coordenadas y consulté la base de datos del Centro de Planetas Menores. Resultó ser un nuevo objeto. Luego, con ayuda de varios de sus parámetros, calculé la probabilidad de que se tratara de un objeto próximo a la Tierra, y resultó ser del 100% – es decir, era potencialmente peligroso. En estos casos deben informarse inmediatamente estos parámetros a dicho centro para confirmar que efectivamente se trata de un objeto potencialmente peligroso. En la notificación describí el objeto como difuso y que no se trataba de un asteroide sino de un cometa."
El descubrimiento de 2I/Borisov por Guennadi Borisov ha sido comparado al descubrimiento de Plutón por Clyde Tombaugh. Tombaugh era también un astrónomo amateur que construía sus propios telescopios, aunque él descubriría Plutón utilizando el astrógrafo del Observatorio Lowell.  

## Opiniones
Borisov cree que los astrónomos aficionados dejarán pronto de descubrir nuevos cometas al competir con telescopios cada vez más potentes: 
"En 2016 solo he descubierto un cometa. En 2013 fueron siete. Cada año hay menos para los aficionados, pues hay cada vez más telescopios gigantes. Pronto no quedará nada que descubrir para los aficionados."